# 大山脚
5°22′N 100°28′E / 5.367°N 100.467°E
大山脚（简称「BM」）是马来西亚槟城州威省威中县县府，隶属于威省市政厅。该市西北临北海，东临居林，南临高渊，西边隔槟威海峡与槟岛相望。市区居民以华裔为主，又以潮州人占多数，故潮州话在市区一带为重要沟通语言。

## 历史
惠州人早在19世纪就在大山脚的山区居住，并种植了一些香料。后来香料贸易在19世纪中期没落使居民改向种植蔗糖。这使许多华人和资金被带入镇里，奠定了大山脚作为一个主要城镇的地位。
1899年建成的大山脚－北赖铁路是当时马来亚最早的铁路之一，以方便英国殖民政府将锡米和橡胶运输至码头。而在1903年，从北海经怡保至吉隆坡的铁路也随即开通。来到1913年，从新加坡至马泰边境城镇巴东勿刹的马来亚西海岸铁路正式全面开通（即为现在的西海岸铁路线）。而大山脚因位于铁路的交叉口而使得其早在1920年就可通过铁路前往曼谷和新加坡。
大山脚的诞生是因为其坐落在南北两条铁路干线的中间，且作为北马区域的交通枢纽与物资发散中心发展而来。大山脚在19世纪末至20世纪初开始有许多华人从华南地区南下来这里居住，直至今日仍然以华人为主。
「Bukit Mertajam」的名字早在「大山脚」之前就出现在官方的文件上，而“Mertajam”在马来语中指的是一种树木。大山脚火车站的旧名牌匾一开始对“Bukit Mertajam”的中文译名是“武吉墨打仁”，或简称“武吉市”。但后来因当时南下的华人工人在抵达大山脚时，因不谙英文而借大山脚的地形（位于卓坤山脚下）将“Bukit Mertajam”称为大山脚。此后这个译名便慢慢地取代“武吉墨打仁”这个译名。
20世纪的英国殖民政府开始建立乡村发展机构以让其成为威省的行政中心，并建设了许多便利设施。而发展在日占马来亚时期被停止，但随着英国战后重得马来亚控制权，其在1953年成立了大山脚市议会，其中有9個議席是透過地方政府選舉來決定的。

## 气候
大山脚在柯本气候分类法下被归类为热带雨林气候（“Af”级）。大山脚平均气温约为27.4 °C（81.3 °F），降水量则平均约有2,438（96.0英寸）。
| 万宜新镇               | 万宜新镇    | 万宜新镇    | 万宜新镇  | 万宜新镇  | 万宜新镇    | 万宜新镇    | 万宜新镇    | 万宜新镇    | 万宜新镇    | 万宜新镇   | 万宜新镇    | 万宜新镇    | 万宜新镇    |
| 月份                   | 1月         | 2月         | 3月       | 4月       | 5月         | 6月         | 7月         | 8月         | 9月         | 10月       | 11月        | 12月        | 全年        |
| ---------------------- | ----------- | ----------- | --------- | --------- | ----------- | ----------- | ----------- | ----------- | ----------- | ---------- | ----------- | ----------- | ----------- |
| 日均气温 °C（°F）      | 27.1 (80.8) | 27.5 (81.5) | 28 (82)   | 28 (82)   | 27.9 (82.2) | 27.8 (82.0) | 27.5 (81.5) | 27.5 (81.5) | 27.1 (80.8) | 27 (81)    | 26.9 (80.4) | 27.1 (80.8) | 27.5 (81.4) |
| 平均降水量 mm（）      | 106 (4.2)   | 111 (4.4)   | 166 (6.5) | 235 (9.3) | 215 (8.5)   | 142 (5.6)   | 175 (6.9)   | 183 (7.2)   | 165 (6.5)   | 382 (15.0) | 283 (11.1)  | 275 (10.8)  | 2,438 (96)  |
| 来源：Climate-Data.org |             |             |           |           |             |             |             |             |             |            |             |             |             |

## 行政区划

### 地方政府
大山脚和威省的地方行政由槟城州行政议会属下的威省市政厅管理。

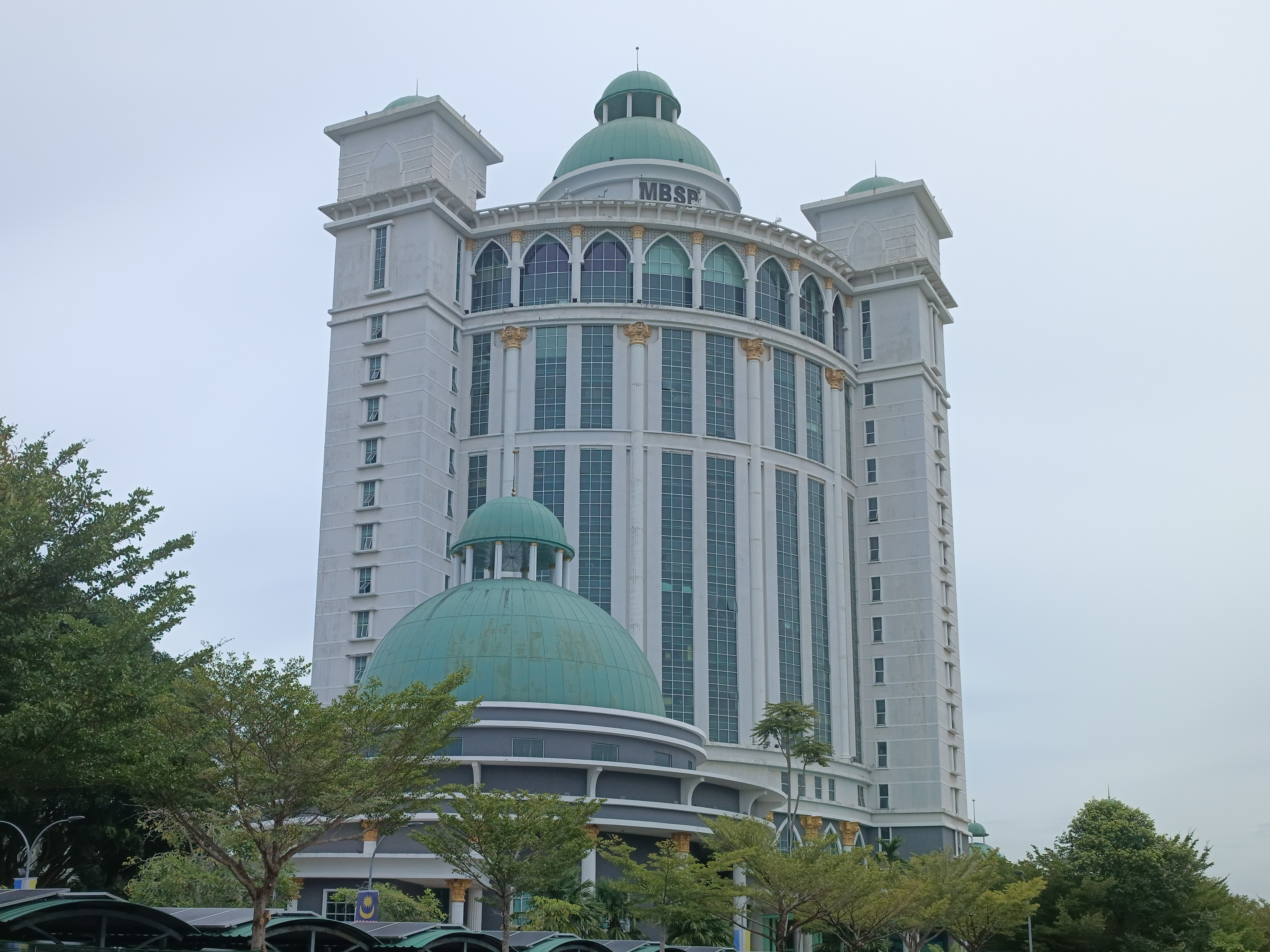
威省市政厅总部。

总部设在威省市政厅大厦，威省市政厅负责城市规划、文物保护、公众健康、卫生、废物管理、交通管理、环境保护、建筑控制、社会经济发展和城市基础设施的一般维护。
市长由槟城州政府委任，任期为两年，24名市议员的任期则为一年。 目前威省市长为自2017年7月1日担任至今的罗查里，他原为威省市議會（市政厅前身）秘书。

### 国州选区
大山脚下有一个国会议席，该议席在马来西亚下议院的代表为来自民主行动党的沈志强。
同时，大山脚范围共有五个州议席，以下为各选区的州议员。

### 主要地区
随着大山脚近年不断城市化，使得其周边区域也随即发展了起来，以下为大山脚市郊和郊区列表：

#### 阿儿玛
阿儿玛（Alma），位于大山脚和居林之间，原为一个小乡村和一片椰林，在经过发展商发展后成为一个拥有约3万人的市郊。阿儿玛以华人为主，但马来人和印度人也在当地有显著的人口，大山脚永旺商场、特易购便坐落于此。

#### 武吉敏惹
武吉敏惹（Bukit Minyak）位于阿儿玛西边，以铁路轨道为界，永旺霸市（AEON BiG）和武吉敏惹工业区位于此。

#### 武吉丁雅
武吉丁雅（Bukit Tengah，旧称打马山/打麻山）位于北赖和大山脚市区之间，当地主要为住宅区。

#### 柔府
柔府（Juru）位于南北大道大山脚路段的西边，以柔府汽车城（Auto City）闻名，是大山脚北上南下的枢纽。

#### 武拉必
武拉必（Berapit）位于市区北边，是一个华人新村，于1951年开埠，在此之前称为“榴莲径”（Durian Kang）。也是马来西亚羽毛球一哥拿督李宗伟小时居住的地方。每年农历七月的大山脚盂兰盛会的约10公尺高的纸扎大士爷，便是由新村的一名老匠人黄财旺所制作的。

#### 直落卓坤
直落卓坤（Cherok To'kun，旧译“齐洛督君”）位于居林路旁，阿儿玛北边，是马来西亚希望联盟主席安华的家乡，大山脚最高点卓坤山（Tokun Hill）和森林公园就位于此。

#### 高巴三万
高巴三万（Kubang Semang，和本南地「Penanti」临近）位于武拉必北边，是一个华人新村，北海－居林大道在大山脚的交通枢纽和端姑拜润师范学院就位于此。

#### 马章武莫
马章武莫（Machang Bubok）位于阿儿玛东边和槟城边境，也是个华人新村，以海东妈庙闻名。

#### 峇冬丁宜
峇冬丁宜（Permatang Tinggi）位于大山脚南边，是槟怡大道（联邦1号公路）在大山脚南边的入口，与威南县新邦安拔接壤。在峇冬丁宜里有一个华人新村，周遭也有许多的宗教场所，例如历史悠久的天主教峇冬丁宜圣母圣名堂和百年福德祠、周仙宫、慈悲娘娘庙、广福庙，至历史不久的太子殿、振圣阁等，都是峇冬丁宜当地的地标和观光点之一。

### 街道名称
以下为大山脚的主要街道名称。
| 马来文名称                  | 中文名称         | 注释                                   |
| --------------------------- | ---------------- | -------------------------------------- |
| Jalan Pasar                 | 巴刹街           | 大山脚巴刹和伯公程所在地。             |
| Jalan Bunga Raya            | 武雅拉也路       |                                        |
| Jalan Danby                 | 丹比路           |                                        |
| Jalan Cina                  | 唐人街           |                                        |
| Jalan Stesyen               | 火车头路         | 大山脚火车站原址                       |
| Jalan Teh Cheok Sah         | 石三路           |                                        |
| Jalan India                 |                  |                                        |
| Jalan Asmara                | 宿舍路           |                                        |
| Jalan Murthy                |                  |                                        |
| Jalan Datuk Ooh Chooi Cheng | 余水清路（大街） |                                        |
| Jalan Arumugan Pilai        |                  |                                        |
| Jalan Aston                 | 爱士顿路         |                                        |
| Jalan Ciku                  |                  |                                        |
| Jalan Kulim                 | 居林路           | 从市区至居林的主干道                   |
| Jalan Muthu Palaniapan      |                  | 从市区至北海和乔治市的主干道。         |
| Jalan Permatang Rawa        | 鱼池新路         | 火车站现地址                           |
| Jalan Padang Lalang         | 巴当拉浪路       |                                        |
| Jalan Song Ban Kheng        | 宋万庆路         | 以前州议员宋万庆命名                   |
| Jalan Chian Heng Kai        | 陈庆佳路         | 以前大山脚国会议员陈庆佳命名           |
| Jalan Betek                 | 柏迪路（港脚）   | 威中县署和土地局所在地                 |
| Jalan Tembikai              | 登比盖路         |                                        |
| Jalan Rozhan                | 罗占路           | 阿儿玛的主要道路，以前大山脚县县长命名 |
| Jalan Maju                  | 玛珠路           |                                        |
| Jalan Kampung Baru          | 甘榜峇汝路       |                                        |

## 人口

### 市区
大山脚市区人口结构比率（2010）
根据2010年马来西亚人口普查，大山脚市区共有13,097人，其中包括巫裔在内的土著为1,756人，华裔为9,636人，印裔为1,211人，其他族群为43人，以及非公民451人。
与2000年相比，大山脚市区总人口减少了27.95%或5,050人。其中土著人口减少了29.31%或1,028人，华裔人口减少了28.8%或3,898人，印裔人口减少了30.28%或526人，其他族群人口减少了29.51%或18人，以及非公民总人口增长了24.93%或90人。
| 大山脚市区人口变迁 | 大山脚市区人口变迁 | 大山脚市区人口变迁 | 大山脚市区人口变迁 | 大山脚市区人口变迁 | 大山脚市区人口变迁 | 大山脚市区人口变迁 | 大山脚市区人口变迁 | 大山脚市区人口变迁 | 大山脚市区人口变迁 |
| 年份               | 总人口             | 公民总数           | 马来西亚公民       | 马来西亚公民       | 马来西亚公民       | 马来西亚公民       | 马来西亚公民       | 马来西亚公民       | 非公民总数         |
| 年份               | 总人口             | 公民总数           | 土著               | 土著               | 土著               | 华裔               | 印裔               | 其他族群           | 非公民总数         |
| 年份               | 总人口             | 公民总数           | 土著总数           | 巫裔               | 其他土著           | 华裔               | 印裔               | 其他族群           | 非公民总数         |
| ------------------ | ------------------ | ------------------ | ------------------ | ------------------ | ------------------ | ------------------ | ------------------ | ------------------ | ------------------ |
| 2010               | 13,097             | 12,646             | 1,756              | 1,720              | 36                 | 9,636              | 1,211              | 43                 | 451                |
| 2000               | 18,177             | 17,816             | 2,484              | 2,453              | 31                 | 13,534             | 1,737              | 61                 | 361                |

### 郊区
大山脚人口结构比率（2010）
根据2010年马来西亚人口普查，大山脚市区以及郊区共有203,686人，其中包括巫裔在内的土著为63,681人，华裔为102,099人，印裔为20,661人，其他族群为683人，以及非公民16,562人。人口数据取自于威中县7至17区，以及大山脚市区相加而成。其中包含以马来甘榜较多的柏达镇、柔府－武吉敏惹区以及打昔三巴央；以及以华裔居多的巴东拉浪至马章武莫一带
与2000年相比，大山脚总人口增长了23.73%或39,059人。其中土著人口增长了22.86%或11,849人，华裔人口增长了18.25%或15,754人，印裔人口增长了17.78%或3,119人，其他族群人口增长了4.75%或31人，以及非公民总人口增长了100.6%或8,306人。
| 大山脚人口变迁 | 大山脚人口变迁 | 大山脚人口变迁 | 大山脚人口变迁 | 大山脚人口变迁 | 大山脚人口变迁 | 大山脚人口变迁 | 大山脚人口变迁 | 大山脚人口变迁 | 大山脚人口变迁 |
| 年份           | 总人口         | 公民总数       | 马来西亚公民   | 马来西亚公民   | 马来西亚公民   | 马来西亚公民   | 马来西亚公民   | 马来西亚公民   | 非公民总数     |
| 年份           | 总人口         | 公民总数       | 土著           | 土著           | 土著           | 华裔           | 印裔           | 其他族群       | 非公民总数     |
| 年份           | 总人口         | 公民总数       | 土著总数       | 巫裔           | 其他土著       | 华裔           | 印裔           | 其他族群       | 非公民总数     |
| -------------- | -------------- | -------------- | -------------- | -------------- | -------------- | -------------- | -------------- | -------------- | -------------- |
| 2010           | 203,686        | 187,124        | 63,681         | 62,932         | 749            | 102,099        | 20,661         | 683            | 16,562         |
| 2000           | 164,627        | 156,371        | 51,832         | 51,526         | 306            | 86,345         | 17,542         | 652            | 8,256          |

## 交通

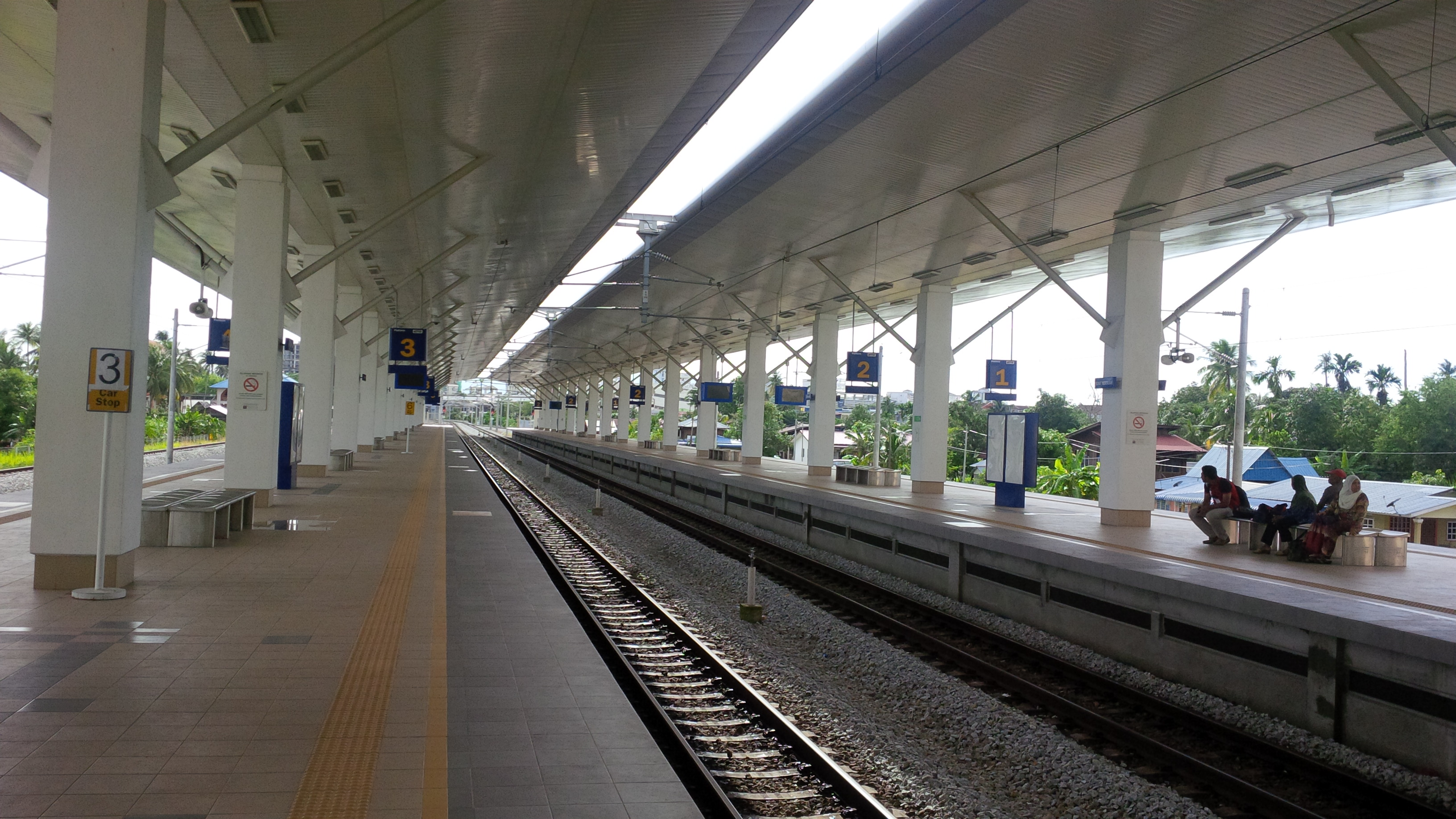
大山脚新火车站台

大山脚巴士终站

大山脚交通完善，北上有双溪大年、亚罗士打等城市，南下则能够抵达高渊、太平、怡保、吉隆坡等市镇。在大山脚设有出口的高速公路有南北大道（柔府出口）和北海－居林大道（孟光湖出口）。大山脚可通过马来亚铁道通勤铁路（KTM Komuter）的大山脚火车站抵达。该站不仅是两条通勤铁路路线的换乘站，也是KTM电动列车服务的停靠站点之一。其他交通方式还有槟城快捷通巴士、Grab召车服务等。

## 购物中心

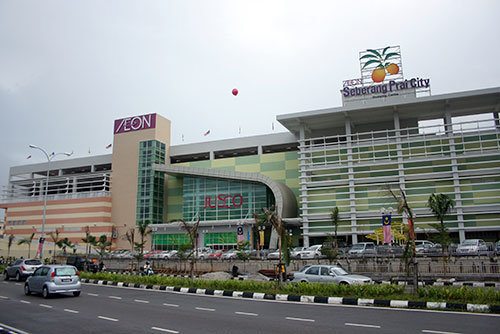
旧永旺购物中心

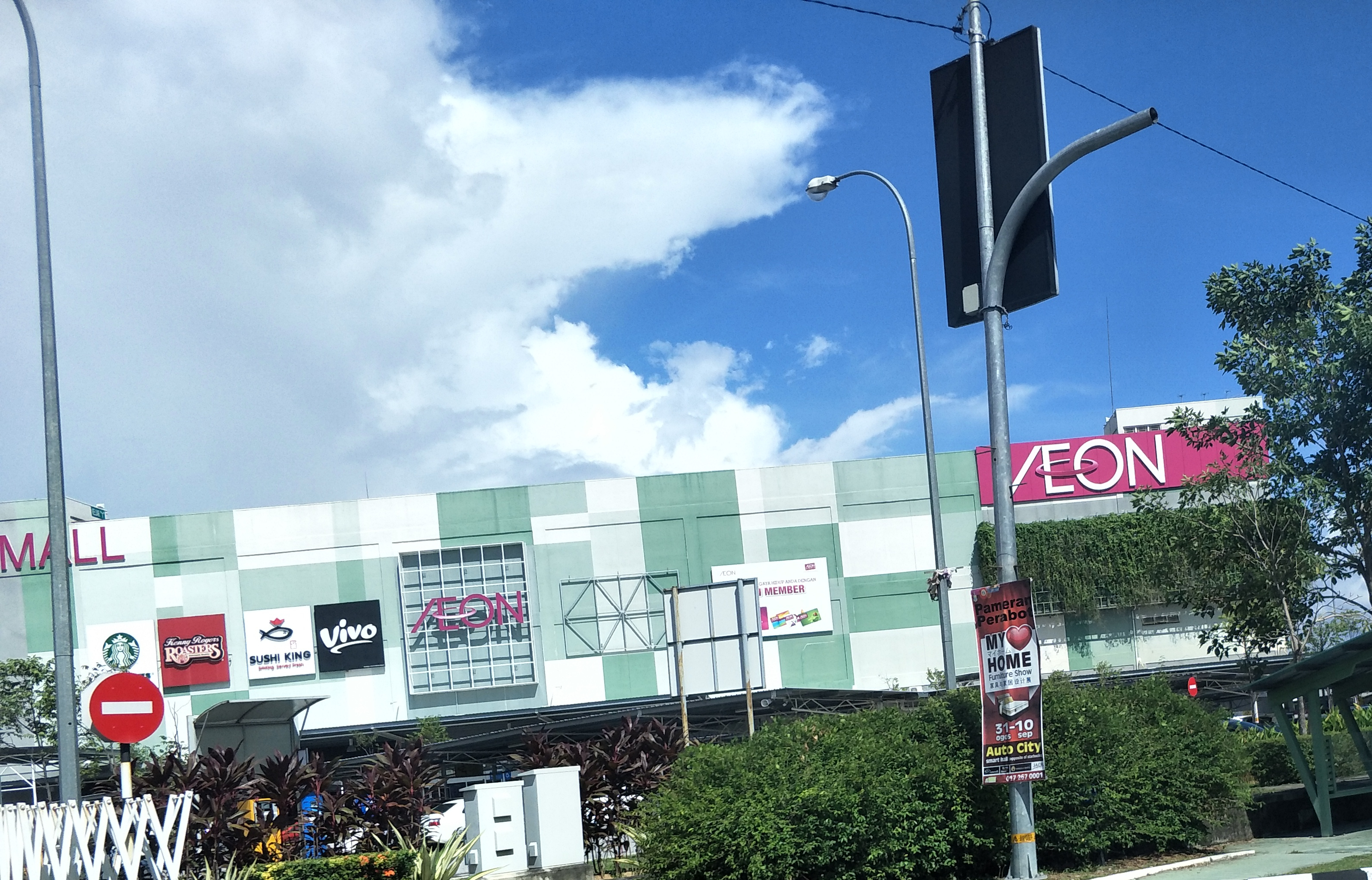
位于阿儿玛的新永旺商场（Aeon Mall）

大山脚内有许多购物场所。位于柏达镇的柏达城市广场（Perda City Mall），原为威省永旺购物中心（AEON Jusco Seberang Perai City）。该商场2014年尾开始营运，但在2016年8月突然关闭。曾经的主要租户包括百盛和宜康省（Econsave）。
大山脚批发城（BM Wholesale City），前称称大山脚高峰广场，其坐落于大山脚市中心的心脏地带，是大山脚最早的百货大楼，广场内也设有快捷通巴士的大山脚巴士总站和高峰大酒店。
此外，于2014年开张的大山脚阿儿玛永旺商场（Aeon Bukit Mertajam）是目前大山脚最大的商场，临近莲花超市（Lotus's）大山脚店，对面也设有高级公寓和商业区。
其他的购物场所还有：
- 百利鎮萬順購物中心（Billion Kota Permai）
- 武吉敏惹永旺霸市（Aeon BiG Bukit Minyak）
- 阿儿玛宜康省（Econsave Alma）
- Kamdar百货公司

## 旅游景点
玻璃主山（D.O. Hill）休闲公园坐落在斯里武吉路（Jalan Sri Bukit）旁的小山丘上，设有慢跑步道、凉亭及健身器材，可俯瞰大山脚市镇及槟岛的广阔景色。具有历史意义的圣安纳圣殿（St. Anne's Church）坐落于大山脚。最初的礼拜堂由法国神父阿道夫·库伦（Father Adolphe Couellan）于1846年建造，供奉法国民间极为崇敬的主保圣人圣安纳。每年7月底在此举行的圣安纳九日敬礼与庆典（St. Anne's Novena and Feast），吸引国内外近十万名朝圣者，是马来西亚规模最大的天主教會庆典之一，亮点包括烛光游行及圣安纳雕像圣像巡游。圣殿范围内的直落卓坤遗迹（Cherok Tok Kun Relics）是槟城唯一一处刻有古巴利文（Pali Inscriptions）碑文的花岗岩考古遗址。
位于直落卓坤的大山脚休闲森林（Bukit Mertajam Recreational Forest）占地37公顷，覆盖丘陵地形及大山脚山，是本地居民与外来游客喜爱的热带雨林保护区。林区内生长着树龄逾百年的原生雨林树种，如默兰蒂塞拉亚（Shorea curtisii）与默兰蒂兰拜达翁（Shorea acuminate）。探险爱好者可选择多条丛林步道徒步登顶，亦可驾驶吉普车或骑自行车前往。其他活动包括野餐、瀑布戏水及露营。孟光水坝是拥有自然景观的人工湖泊，栖息多种昆虫与爬行动物。水库区内的公园是大山脚居民常去的休闲场所，常见活动包括慢跑、徒步及野餐。此处也是槟城州内最大的集水区。
大山脚博物馆位于丹那烈路（Jalan Tanah Liat）的私人博物馆，展示50至100年历史的家庭古董收藏。孟光蒂蒂村提供民宿体验（Homestay Programme），让外国游客与当地马来族（Malay）家庭共同生活，深入体验马来文化及乡村悠闲生活。参与活动的项目包括在果园采摘水果、参观手工艺品中心、观看芒光草席编织示范、探访家庭式工厂（如制作马来松糕、传统米制美容粉“bedak sejuk”及豆制品）、游览孟光水坝周边及亚依淡达南（Air Itam Dalam）红树林保护区、观赏文化表演，以及漫步橡胶园与油棕园。
伯公埕（Pek Kong Cheng）坐落于大山脚市中心巴刹路（Jalan Pasar）的伯公庙庭院内，设有120年历史的美食聚集地。著名小吃包括白餛飩麵、沙河粉、米篩目及福建蝦麵。每年農曆七月期间举行中元節（Hungry Ghost Festival），竖立10米高的纸扎閻摩像，吸引上万信众祭拜。庆典包含歌台表演及诵经仪式，第17天夜晚焚烧纸像象征神明返回地府。海东妈庙位于马章武莫居林路]]的道教庙宇，主祀媽祖。庙内装饰精美，设有众多神像供信徒参拜。
舒宁顶（Suling Hill）位于本南地（Penanti）的山顶休憩处，可俯瞰孟光水坝、本南地及大山脚的辽阔全景。武拉必山（Berapit Hill）山坡上建有佛教寺院，包括武拉必山泰佛寺（Berapit Hill Thai Temple）与维韦卡南达静修林（Vivekananda Solitude Grove）。泰佛寺内设有巨型佛像与钟楼观景台，可远眺大山脚、北海及槟岛风光。圣心教堂（Sacred Heart Church）建于1882年，位于靠近双溪里武（Sungai Lembu）的巴加特拉斯（Pagar Teras），设计灵感源自巴黎圣母院（Notre Dame Cathedral）。教堂需从道路攀登62级阶梯抵达，游客可在此饱览周围山丘的壮丽景致。
柔府汽车城（Auto City）位于南北大道交流道旁，是当地人与游客聚集的汽车、购物、美食及娱乐中心。此处常举办户外活动与庆典，如路演、音乐会、嘉年华、展览、赛车运动及文化节庆。

## 教育
大山脚拥有许多教育机构，其中有17所中学。大山脚日新国民型华文中学是大山脚仅有的国民型华文中学，而日新独立中学则同样为仅有的独立中学。大山脚柔府区域目前缺乏中学，而市区外也缺乏一间华文中学。

### 学校

#### 华文小学
| 中文名                                   | 马来文名                  | 坐标                                            |
| ---------------------------------------- | ------------------------- | ----------------------------------------------- |
| 百利镇明德正校（页面存档备份，存于）     | SJKC Beng Teik（Pusat）   | 5°20′51″N 100°27′26″E / 5.347495°N 100.457299°E |
| 大山脚日新A校                            | SJKC Jit Sin A            | 5°22′38″N 100°28′05″E / 5.377164°N 100.468070°E |
| 大山脚日新B校（页面存档备份，存于）      | SJKC Jit Sin B            | 5°22′38″N 100°28′05″E / 5.377164°N 100.468070°E |
| 马章武莫启新华文小学                     | SJKC Kay Sin              | 5°20′02″N 100°30′23″E / 5.33383°N 100.506263°E  |
| 大山脚侨光华文小学（页面存档备份，存于） | SJKC Keow Kuang           | 5°21′24″N 100°27′12″E / 5.356695°N 100.45323°E  |
| 大山脚金星华文小学（页面存档备份，存于） | SJKC Kim Sen              | 5°21′23″N 100°28′00″E / 5.356489°N 100.466683°E |
| 高巴三万华文小学                         | SJKC Kubang Semang        | 5°24′39″N 100°27′45″E / 5.410964°N 100.462467°E |
| 武吉丁雅平民华文小学                     | SJKC Peng Bin             | 5°20′59″N 100°26′07″E / 5.349733°N 100.43523°E  |
| 武拉必新村华文小学                       | SJKC Perkampungan Berapit | 5°22′59″N 100°28′18″E / 5.382956°N 100.471649°E |
| 峇冬丁宜华文小学                         | SJKC Permatang Tinggi     | 5°17′58″N 100°28′43″E / 5.299444°N 100.478706°E |
| 新亚华文小学（页面存档备份，存于）       | SJKC Sin Ya               | 5°19′50″N 100°28′39″E / 5.330668°N 100.477502°E |
| 双溪里武华文小学                         | SJKC Sungai Lembu         | 5°23′22″N 100°31′21″E / 5.389416°N 100.52249°E  |
| 柔府村真光华文小学                       | SJKC True Light           | 5°18′56″N 100°26′44″E / 5.315433°N 100.445622°E |

#### 国民小学
| 中文名               | 马来文名             |
| -------------------- | -------------------- |
| 阿儿玛国民小学       | SK Alma              |
| 阿儿玛再也国民小学   | SK Alma Jaya         |
| 柏达镇国民小学       | SK Bandar Baru Perda |
| 武吉敏惹国民小学     | SK Bukit Minyak      |
| 修道院国民小学       | SK Convent           |
| 冠军国民小学         | SK Juara             |
| 柔府国民小学         | SK Juru              |
|                      | SK Kebun Sireh       |
| 马章武莫国民小学     | SK Machang Bubok     |
| 马章武莫第二国民小学 | SK Machang Bubok II  |
| 孟光国民小学         | SK Mengkuang         |
| 柏迈英达国民小学     | SK Permai Indah      |
| 斯里本南地国民小学   | SK Seri Penanti      |
| 双溪南眉国民小学     | SK Sungai Rambai     |
|                      | SK Stowell           |
| 丹那烈国民小学       | SK Tanah Liat        |
| 英碧花园国民小学     | SK Taman Impian      |

#### 淡米尔小学
| 中文名               | 马来文名              |
| -------------------- | --------------------- |
| 大山脚淡米尔小学     | SJKT Bukit Mertajam   |
| 阿儿玛园丘淡米尔小学 | SJKT Ladang Alma      |
| 峇冬丁宜淡米尔小学   | SJKT Permatang Tinggi |

#### 中学
| 中文名                     | 马来文名                     | 坐标                                            |
| -------------------------- | ---------------------------- | ----------------------------------------------- |
| 大山脚日新国民型华文中学   | SMJK Jit Sin                 | 5°20′37″N 100°26′47″E / 5.343491°N 100.446257°E |
| 日新独立中学               | SM Jit Sin（SUWA）           | 5°21′50″N 100°27′51″E / 5.363825°N 100.464257°E |
| 大山脚高级中学             | SMKT Bukit Mertajam          | 5°21′32″N 100°27′37″E / 5.358792°N 100.460381°E |
| 大山脚修道院女中           | SMK Convent Bukit Mertajam   | 5°20′37″N 100°26′47″E / 5.343491°N 100.446257°E |
| 大山脚科学中学             | SMS Tun Syed Sheh Shahabudin | 5°20′32″N 100°28′34″E / 5.342194°N 100.476126°E |
| 和平路国民中学             | SMK Jalan Damai              | 5°20′27″N 100°28′24″E / 5.340819°N 100.473377°E |
| 大山脚（甘榜峇汝）国民中学 | SMK Bukit Mertajam           | 5°21′02″N 100°28′18″E / 5.350548°N 100.47155°E  |
| 武拉必国民中学             | SMK Berapit                  | 5°22′37″N 100°28′18″E / 5.37694°N 100.471719°E  |
| 英雄园国民中学             | SMK Taman Perwira            | 5°17′53″N 100°28′19″E / 5.298088°N 100.471912°E |
| 安宁园国民中学             | SMK Taman Sejahtera          | 5°20′04″N 100°29′29″E / 5.334341°N 100.491263°E |
| 柏迈英达国民中学           | SMK Permai Indah             | 5°19′49″N 100°26′35″E / 5.330332°N 100.442947°E |
| 鱼池尾（峇东拉哇）国民中学 | SMK Permatang Rawa           | 4°37′03″N 101°06′23″E / 4.617483°N 101.106475°E |
| 马章武莫国民中学           | SMK Machang Bubok            | 5°19′42″N 100°30′03″E / 5.328398°N 100.500765°E |
| 阿儿玛国民中学             | SMK Alma                     | 5°20′00″N 100°27′32″E / 5.333373°N 100.458925°E |
| 柏达镇国民中学             | SMK Bandar Baru Perda        | 5°22′23″N 100°25′51″E / 5.372937°N 100.430912°E |
| 本南地国民中学             | SMK Penanti                  | 5°24′17″N 100°28′07″E / 5.404832°N 100.468667°E |
| 孟光国民中学               | SMK Mengkuang                | 5°24′11″N 100°29′25″E / 5.403166°N 100.490328°E |
| 瓜不劳国民中学             | SMK Guar Perahu              | 5°25′15″N 100°28′05″E / 5.4207°N 100.4680°E     |
| 瓜不劳英达国民中学         | SMK Guar Perahu Indah        | 5°25′36″N 100°28′16″E / 5.4267°N 100.4710°E     |

#### 高等学府
- 端姑拜润师范学院（IPG Tuanku Bainun）
- Two Studio多媒体学院
- Ipk College
- DIY技术学院
- 大山脚学院（SMI BM）

### 图书馆
大山脚市中心有一间公共图书馆——大山脚图书馆。。大山脚永旺商场里有一间图书馆，提供电脑和阅览书籍。

## 体育

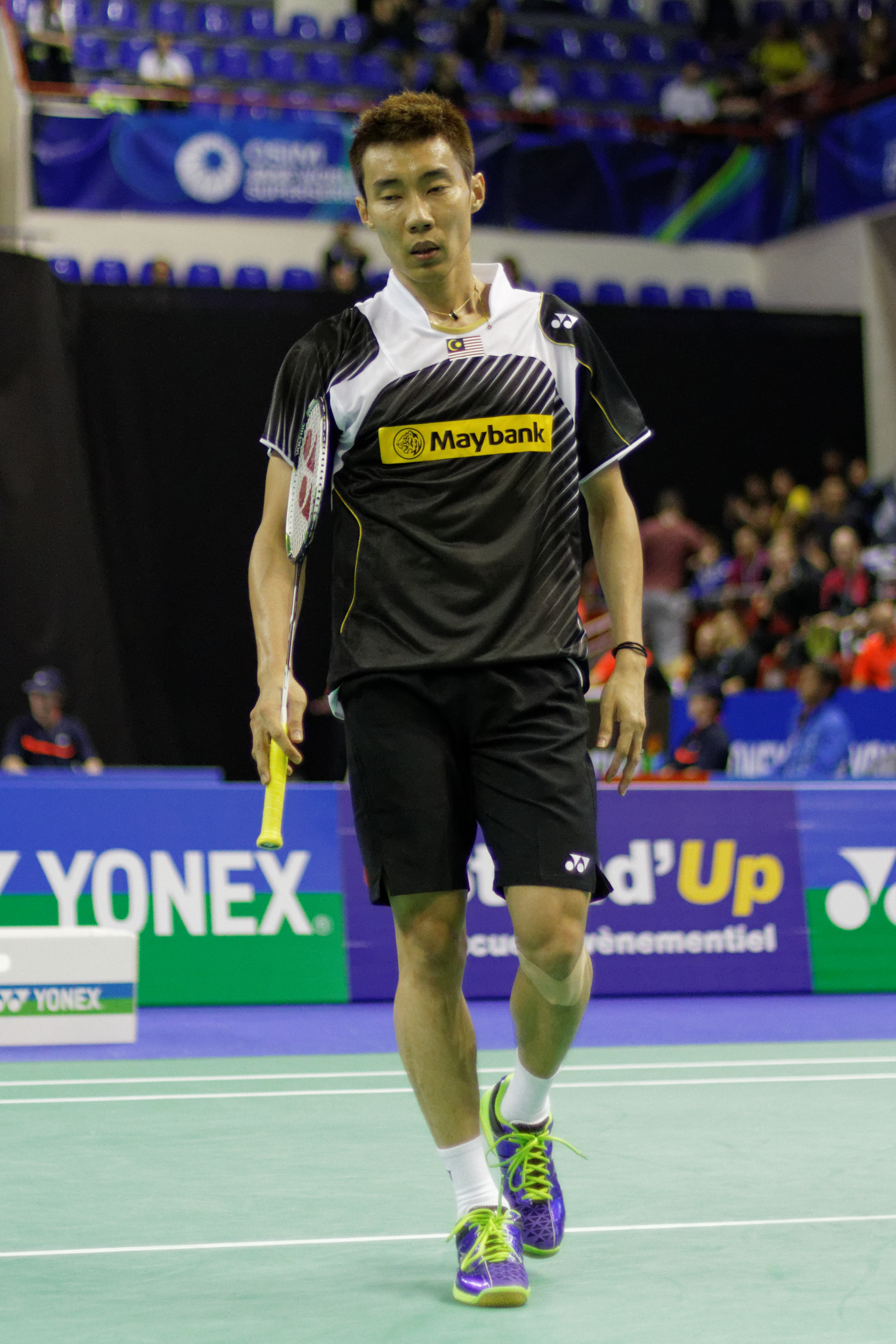
拿督李宗伟

大山脚为马来西亚培育了许多杰出的运动员，如曾获得三次奥运银牌的拿督威拉李宗伟（在峇眼色海出生）、吳堇溦、鍾慧琪等。
大山脚主要的体育场所为位于柏迪路旁的威省市体育场，其中有一座足球场、公共泳池和跑道。而跑道也于2014年进行提升工程。而武拉必也有一间室内羽毛球馆。

## 医院
- 大山脚医院[33]
- KPJ专科医院（页面存档备份，存于）

## 花园住宅区
大山脚地产业发达，大大小小共有约170个花园住宅区，数量仍然持续增加当中，近年由于缺乏土地并逐渐发展高楼公寓住宅。下方以槟城选区边界为准：

### 本南地区
| - Residensi Noning - Sungai Lembu（双溪里武） - Taman Aston Timur（Aston Park East） | - Taman Bukit Noning（诺岭别墅） - Taman Guru - Taman Serempun, Berapit - Taman Suria Aman |

### 柏玛当巴西区
| - Kampung Cross Street（鱼池区） - Sunway Wellesley | - Taman Ciku（积谷园） - Taman Riang（愉快园） |

### 诗不朗再也区
| - Bandar Perda（柏达镇） - Apartment Permata（宝石组屋） - Kondominium Mutiara（珍珠公寓） - Kondominium Prominence（双峰会） | - Rumah Pangsa Desa Prominence - Taman Bunga Raya - Taman Casa Idaman - Taman Camellia |

### 武吉丁雅区
| - 98 Residence - Desa Juru Indah - Ladang Chip Joo（集裕园） - Pangsapuri Seri Emas（斯里鹅鎷公寓） - Perkampungan Juru（柔府村） - Taman Bayu Mutiara（万珠园） - Taman Belimbing（黎明园） - Taman Bukit Juru（翡翠苑） - Taman Bukit Minyak（美雅花园） - Taman Bukit Minyak Indah（美雅英达花园） - Taman Cendana - Taman Cendana Emas - Taman Desa Juru（帝莎柔府园） - Taman Desa Nagamas（金龙苑） - Taman Duku（冠元园） | - Taman Indah - Taman Kerjasama（马化园） - Taman Kristal（水晶苑） - Taman Limau Manis（柠檬园） - Taman Mangga（福山园） - Taman Manis（国京花园） - Taman Perwira（英雄园） - Taman Sentul（风景园） - Taman Sentul Jaya（福满园） - Taman Sentul Indah（怡丽园） - Taman Seri Cendana - Taman Seri Juru（永胜花园） - Taman Seri Pengkalan - Taman Tanah Aman - Taman Villa Indah - Taman Villa Sri Setia |

### 巴东拉浪区
| - Pangsapuri Alam Permai - Pangsapuri BM Residensi - Pangsapuri Casa Residensi - Residensi Harmoni - Taman Bak Hai（木海园） - Taman Betik Indah - Taman Betik Manis - Taman Bukit（丽山花园） - Taman Bukit Kecil（新丽山花园） - Taman Bukit Kecil Indah - Taman Bukit Permata - Taman Chuan Liew （川就园） - Taman Daya Maju - Taman Desa Damai（蒂沙达迈花园） - Taman Duta Emas - Taman Eng Seng - Taman Gemilang（光辉园） - Taman Gemilang Indah - Taman Gemilang Jaya（宋万庆园） - Taman Gemilang Permai - Taman Gemilang Ria（千禧园） - Taman Jambu Madu（蜜桃园） - Taman Jambu Mawar（信誉园） | - Taman Kota Permai（百利镇） - Taman Keensway（建惠园） - Taman Kekwa（菊花园） - Taman Lembah Permai（宝马苑） - Taman Lembah Permai Indah - Taman Makok（麥穀园） - Taman Manggis Indah - Taman Mutiara（珍珠市） - Taman Permai - Taman Permai Jaya（柏邁再也花園） - Taman Saujana Permai - Taman Sejati - Taman Semarak（辉煌园） - Taman Seri Betik - Taman Seri Gemilang - Taman Shaik Adam - Taman Sri Jaya（荣华园） - Taman Sri Rambai（南美园） - Taman Sungai Rambai（双溪南眉园） - Taman Tan Sai Gin（南岛花园） - Taman Villa Lagenda - Taman Villa Oren |

### 武拉必区
| - Kampung Baru（甘榜峇汝重组村） - Kondominium Berjaya（绿景轩） - Taman Alma（阿尔玛花园） - Taman Aston（Aston Villa） - Taman Aston Indah - Taman B（美园） - Taman BM Indah（大山脚英达花园） - Taman Bandaraya（城市花园） - Taman Berapit（武拉必花园） - Taman Berapit Indah（武拉必英达花园） - Taman Berjaya Baru - Taman Berjaya Indah - Taman Bukit Indah - Taman Bukit Mas（景丽园） - Taman Desa Palma（松林园） - Taman Jasa - Taman Jaya（成功花园） | - Taman Jernih（澈丽园） - Taman Kuari（石山花园） - Taman Niaga Jaya（商业园） - Taman Pearl - Taman Permata（宝玉花园） - Taman Permata Baru - Taman Permata Indah - Taman Perpaduan（团结园） - Taman Seri Bukit Indah - Taman Seri Jaya（鹏程豪园） - Taman Sentosa（圣淘沙花园） - Taman Tampoi - Taman Tampoi Baru - Taman Tenang（平安园） |

### 马章武莫区
| - BM Highland - Desa Alma Ria - Desa Titi Panjang - Hillpark Residensi - Palma Residency（棕乐苑） - Perkampungan Machang Bubok（马章武莫新村） - Perkampungan Permatang Tinggi（峇冬丁宜新村） - Residensi Tropikal - Taman Alma Jaya（阿儿玛再也花园） - Taman Alma Jaya Villa（悦馨园） - Taman Alma Ria（阿儿玛丽雅园） - Taman Alma Indah（阿儿玛英达园） - Taman Aman Jaya（愉园） - Taman Amra - Taman Bidara（碧达拉园） - Taman Budiman（智慧园） - Taman Bukit Minyak Permai - Taman Bukit Minyak Utama（万达花园） - Taman Bukit Minyak Idaman - Taman Desa Cahaya（阳景苑） - Taman Desa Impian - Taman Hwa Seng（华盛园） - Taman Impian（山脚镇） - Taman Impian Indah - Taman Impian Jaya - Taman Impian Murni - Taman Impian Ria - Taman Jalur Impian - Taman Jambu（百美园） - Taman Jasa Indah - Taman Jasa Intan - Taman Macang Manis | - Taman Machang Bubuk（马章武莫花园） - Taman Markisah（马吉砂花园） - Taman Mutiara Jaya, Berapit - Taman Nirwana（丽华纳花园） - Taman Pinggiran Alma（滨吉兰园） - Taman Permatang Tinggi Indah - Taman Pulasan - Taman Remia（长福园） - Taman Rozhan - Taman Santuari（盛绿园） - Taman Saujana Indah - Taman Sejahtera（安宁园） - Taman Sejahtera Jaya（成功园） - Taman Sejahtera Indah（怡富花园） - Taman Sejahtera Permai - Taman Selamat（益美园） - Taman Selesa（丝丽莎园） - Taman Selesa Ria（汇景苑） - Taman Seri Alma - Taman Seri Impian（茵碧园） - Taman Seri Janggus（斯里章谷园） - Taman Seri Kijang（春江园） - Taman Seri Permai - Taman Seri Remia - Taman Seri Sejahtera（喜悦园） - Taman Sukun（忠英园） - Taman Sukun Indah - Taman Sunyi (顺意花园) - Taman To'kun Jaya - Taman Usaha - Taman Villa Impian（锦绣苑） - Taman Villa Sejahtera |

## 名人
- 拿督李宗伟：世界第一羽毛球选手，马来西亚头号羽球男单，2008,2012与2016年3届奥运会羽球男单银牌得主。
- 丹斯里王保尼：槟州第一任首席部长。
- 安华：马来西亚第十任首相，希望联盟实权领袖。
- 陳勢安：馬來西亞籍歌手，目前在台灣發展。
- 王进昌：笔名王葛，1922年出生祖籍广东普宁，曾任高渊培德小学教职和校长，著作包括散文集「路上」和诗集「雨天的诗」[34]
- 宋万庆: 日新华中校长, 退休后成为大山脚区州议员，宋校长逝世后，为纪念其对教育界的贡献，在大山脚出现了宋万庆花园，有一条路也以宋万庆来命名, 宋万庆路Jalan Soong Ban Kheng.此外，爱护宋校长的家长、学生和社会热心人士群起成立了“宋万庆教育基金会”，以秉承宋校长一生为教育的遗志，每年皆发出若干名额贷学金资助清寒学生深造，借以让宋校长英名万古流芳。宋校长长期住在日新华中，以有限的薪金资助学生求学，未婚没有家室的宋校长把所有学生视自己的孩子，故深获学生和家长爱护。
- 余水清: 曾任大山脚区州议员, 槟州副首席部长, 有一条路也以余水清来命名, 余水清路（大街） Jalan Datuk Ooh Chooi Cheng

## 影视取景
- Astro AEC－老街的故事 第7集：《槟城老街故事(下篇)》[35]
- Astro AEC－老字号 第1集：《德安風痧丸、源珍醬油、品珍雞仔餅》[36]
- Astro AEC－背包Go Cuti第二季 第二集：《槟城大山脚》[37]
- Astro AEC－我来自新村2 第十二集：《槟城武拉必新村的故事》[38]
- Astro AEC－铁道人生 第七集：《大山脚的火车记忆》[39]
- Astro AEC－高校鐵金剛
- Astro 华丽台－灵异侦查
- 電影－敗者為王